# Posting
Ein Posting oder Post (von englisch to post ‚[per Post] schicken‘, ‚[durch Aushang] bekanntgeben‘) ist ein einzelner Beitrag auf einer Social-Media-Plattform, in einem Webforum oder einem Blog. Eine Folge von Postings, die sich aufeinander beziehen und in Form von Diskussionsbeiträgen hierarchisch organisiert sind, werden als Thread bezeichnet. Das Absenden und Veröffentlichen eines Postings wird als posten bezeichnet.
Ursprünglich wurden Mitteilungen innerhalb einer Newsgroup im Usenet als Postings bezeichnet.

## Usenet-Postings
Die Begriffe Posting und Artikel werden im Usenet synonym verwendet. Ein Posting wird ähnlich wie eine E-Mail verfasst, die mehreren Benutzern gleichzeitig zugänglich ist. Jemand setzt eine Nachricht ab, und jeder kann diese Nachricht lesen und darauf antworten.
Auch der interne Aufbau ähnelt einer E-Mail, beginnt also mit einem Header, der vom Inhalt durch eine Leerzeile abgetrennt ist. Jede Headerzeile beginnt mit einem genormten Schlüsselwort, gefolgt von Doppelpunkt, Leerzeichen und Parametern, wobei ein solcher Eintrag in mehrere Zeilen umbrochen sein kann, die Folgezeilen beginnen dann mit Leer- oder Tabulatorzeichen. Der ganze Artikel endet mit zwei aufeinanderfolgenden Punkten als einzigen Zeichen in einer Zeile.
Die wichtigsten Schlüsselwörter bedeuten:
- Message-ID: eine Kennzeichnung, die kein anderer Usenet-Artikel trägt (ähnlich wie bei E-Mail). Weil man auch sogenannte Followups (Antworten; Erwiderungen) posten kann, stehen hier in der Reihenfolge (durch eckige Klammern getrennt) die Nummern aller bezugnehmenden Nachrichten in der absteigenden Reihenfolge des Thread.
- Subject: die vom Verfasser geschriebene Betreffzeile (genau wie bei E-Mail).
- Newsgroups: Namen der Newsgroups, in denen der Artikel erscheinen soll. Bei mehreren Newsgroups (Crossposting) sind diese durch Kommata und ohne Leerzeichen getrennt.
- From: E-Mail-Adresse und Name des Urhebers (genau wie bei E-Mail, gleiche Syntax). Beispiel: Mein Name <meinname@meineemailadresse.de>; der Term vor der Adresse wird dabei in einem Browser angezeigt, der Rest dient nur dazu, mit einer E-Mail-Software Kontakt zum Autor aufzunehmen. Ebenso gibt es die (mittlerweile allerdings weniger verbreitete) Schreibweise meinname@meineemailadresse.de (Mein Name).
- Reply-To: Eigentlich dasselbe wie From, aber hier hat man die Möglichkeit, eine davon abweichende Adresse einzutragen, an die Antworten per E-Mail adressiert werden sollen.
- Path: Liste der Newsserver, die das Posting weitergeleitet haben, mit ! getrennt. Entspricht in etwa den vielen Received:-Headern in E-Mails. Vom Absender nur teilweise fälschbar, weil sich jeder weiterleitende Newsserver dort selbst einträgt.
- NNTP-Posting-Host: Hostname oder IP-Adresse des Rechners, der das Posting in einen Newsserver eingespeist hat. Vom Absender meist nicht fälschbar, weil gängige Newsserver Postings mit einem solchen Eintrag zurückweisen und stattdessen diesen Eintrag selbst einfügen.
- Organization: Wird eventuell von einem Werbespruch der Firma ersetzt, über welche man postet, aber der eigene Eintrag hat dabei Priorität.
- X-No-Archive: yes Damit bittet ein Artikelautor darum, den Artikel nicht in ein Archiv wie etwa Google Groups oder Deja News aufzunehmen.
- References: Wenn das Posting als Antwort auf ein schon vorhandenes Posting geschrieben wird, wird hier die Message-ID (s. o.) dieses vorangehenden Postings und ggf. die ganze Kette der vorangehenden Postings eingetragen.
- Followup-To: Newsgroups, in welche Antworten umgeleitet werden sollen. Üblich ist eine Gruppe, um die Diskussion an einer Stelle fortsetzen zu können. Ein weiterer gültiger Wert ist poster, was darauf hinweist, dass die Diskussion per E-Mail an den Verfasser fortgesetzt werden soll. Es gilt als höflich, im Text nochmal auf diesen Header hinzuweisen, damit niemand übersieht, wohin eine Antwort gesendet wird.

Viele Newsreader verstecken den Header (deutsch: „die Kopfzeilen“), wenn man ein Posting liest, und ermöglichen nicht, ihn direkt zu editieren, wenn man ein Posting schreibt, so dass es für den Benutzer gar nicht sichtbar wird, wie die veröffentlichten Kopfzeilen, die in jedem Fall veröffentlicht werden, aussehen. Die Kopfzeilen dienen den Servern dazu, Nachrichten besser zuzuordnen. Meistens wird behauptet, dass die Header für den Benutzer eigentlich uninteressant sind, aber das muss nicht immer wirklich auch der Fall sein.
Wie bei einer E-Mail steht der eigentliche Inhalt im Body (deutsch: „Rumpf“) der Nachricht. Binärinhalte können auch wie bei E-Mails in Form von MIME-Anhängen (engl. „attachments“) eingefügt werden.
Ein Posting wird – wiederum wie eine E-Mail – in der Regel mit einer sogenannten Signatur unterschrieben. Gerade im eher textorientierten Usenet wird darauf geachtet, dass Regeln wie die maximale Länge von vier Zeilen bei der Signatur eingehalten werden.